# Винтовочный патрон
Винтовочный патрон — оружейный патрон, разработанный и предназначенный для использования в длинноствольном нарезном стрелковом оружии, главным образом в винтовках и карабинах. Также патроны данного типа широко используются в станковых, ручных и единых пулеметах, в связи с чем их часто называют «винтовочно-пулеметными».

## История создания и развития
Создателем первого унитарного боеприпаса для стрелкового оружия считается швейцарский оружейник-конструктор  Жан Самуэль Паули, в начале XIX века работавший во Франции. Он 29 сентября 1812 г.  запатентовал первое в мире казнозарядное ружьё под разработанный им же унитарный патрон. Этот патрон фактически был прообразом унитарного патрона центрального боя и состоял из картонного цилиндра, с наполнением из инициатора воспламенения — бертолетовой соли (главное новшество Паули), дымного пороха и круглой пули. Капсюль находился в металлическом дне картонной гильзы, подобной той, которая применяется в современных охотничьих патронах. Поздние модели патрона Паули были уже полностью металлическими, как и винтовочные патроны, которые начали применяться 50 лет спустя. В ружье Паули, хотя оно было гладкоствольным,  имелись конструктивные элементы, использовавшиеся в созданных в последующие десятилетия винтовках - воспламенение капсюля иглой ударника, был предусмотрен сдвигающийся или откидной затвор, автоматический взвод при перезаряжании и система экстракции гильз. Паули своими разработками почти на полвека опередил развитие военной техники, но именно из-за этого ему не удалось добиться признания своего изобретения, поскольку передовая конструкция его ружья кардинально отличалась от устройства ружей, применявшихся в то время. Несмотря на очевидные преимущества систем Паули, они так и не были внедрены, а сам он умер в нищете и безвестности. 

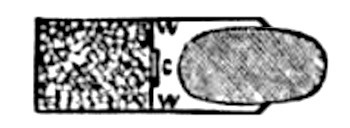
Патрон винтовки Дрейзе

Прототипом современных винтовочных патронов является боеприпас, разработанный после многочисленных экспериментов в 1820-х годах немецким оружейником Николаусом Дрейзе, который до этого работал в мастерской Паули в качестве его помощника и использовал многие из его идей. Его патрон был в некоторых отношениях менее совершенным, чем патрон Паули, но он был первым принятым на вооружение унитарным боеприпасом для казнозарядных винтовок. Однако, в отличие от современных патронов, в патроне Дрейзе порох находился не в металлической гильзе, а в бумажной оболочке. Кроме того,  капсюль патрона Дрейзе находился не в донце гильзы, которой у неё не было, а в донце шпигеля - поддона яйцевидной пули и срабатывал от удара иглы ударника, протыкавшего пороховой заряд. Поддон из папика во время прохождения ствола служил пыжом для пули, которая была значительно меньше внутреннего диаметра ствола. При выстреле поддон вжимался в нарезы, обжимал пулю и передавал ей вращение, а после выхода пули из ствола он отпадал от нее под воздействием потока встречного воздуха точно так же, как это происходит с поддоном современного бронебойного оперённого подкалиберного снаряда. Игольчатая винтовка Дрейзе  доказала неоспоримое превосходство над дульнозарядными винтовками и после ошеломительных побед прусской армии в австро-прусской войне в 1866 году все европейские армии спешно перешли на сходные по конструкции игольчатые винтовки , которые также стреляли унитарными патронами и заряжались с казны. Некоторые из них, например, винтовка Шасспо, были даже лучше и надежнее винтовки Дрейзе. В конце 1870-х из-за выявившихся серьезных недостатков система Дрейзе была вытеснена более совершенными винтовками, использовавшими патроны с металлическими гильзами.

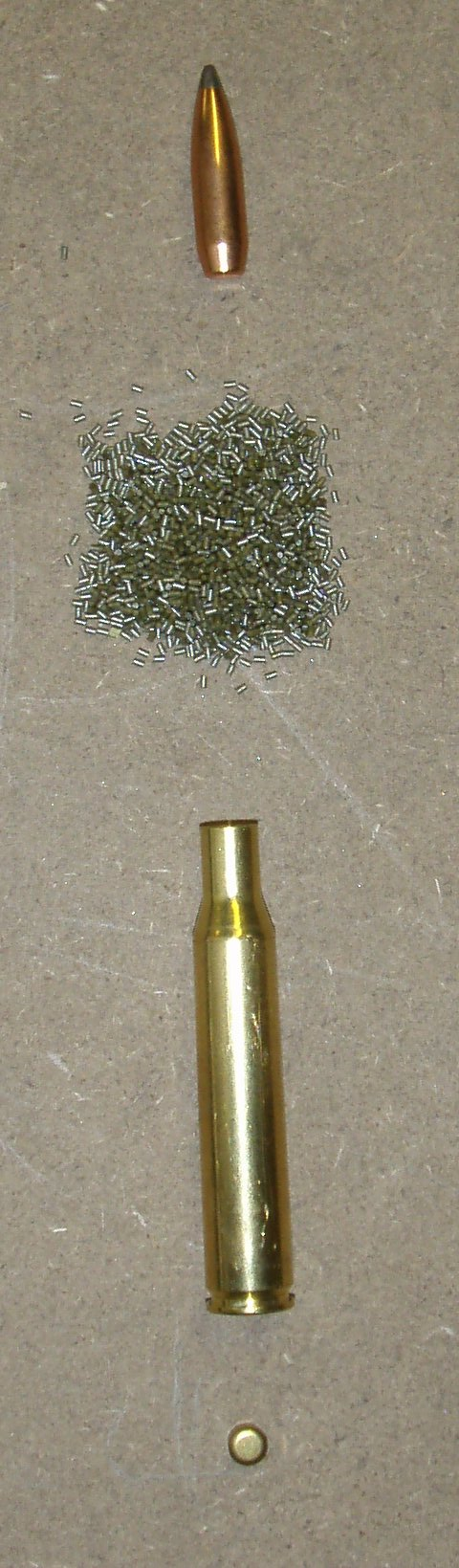
Современный унитарный патрон с металлической гильзой в разборе. Сверху вниз:
1. пуля;
2. пороховой заряд;
3. гильза;
4. капсюль

Первые унитарные металлические винтовочные патроны, созданные во второй половине XIX века, по устройству почти не отличались от современных, за исключением того, что они снаряжались дымным чёрным порохом. Первые армейские винтовочные патроны, как правило, имели унаследованный от гладкоствольных ружей мушкетный калибр 14—16 мм и тупоконечную пулю с цилиндрической гильзой, такими как 14×33 мм R Венцль (Винтовка Венцля), .577 Snider (Снайдер-Энфилд) и 15,24×40 мм R (Винтовка Крнка). Использование для пехотного стрелкового оружия таких калибров, очень крупных по современным меркам, было вызвано главным образом тем, что черный порох имел значительно меньшую мощность, чем разработанный через несколько десятилетий бездымный порох. Кроме того, первые массовые армейские винтовки из экономических соображений изготавливались путем переделки старых гладкоствольных ружей мушкетного калибра, имевшихся в большом количестве в армиях того времени. Затем, в 1860-х и в 1870-х годах, европейские армии перешли на патроны несколько меньшего, но всё ещё крупного для современного стрелкового оружия калибра, около 11 мм ( 4,2-4,5 линии ), такие, как 11×59 мм R Gras (Винтовка Гра), .577/450 Martini-Henry (Винтовка Пибоди-Мартини), 10,75×58 мм R (Винтовка Бердана), 11,15×58 мм R (Винтовка Верндля). Использовались они в основном в нарезных однозарядных винтовках, а также в созданных в это время митральезах и первых пулеметах, которые все без исключения использовали стандартные винтовочные патроны. В конце XIX века все европейские армии перешли на винтовочные патроны калибра 6,5—8 мм, который тогда называли «малым», а сейчас относят к нормальному калибру. Переход к таким калибрам стал возможным благодаря использованию намного более мощного бездымного пороха, снаряжавшегося в новые винтовочные патроны, в результате чего пули «малого» калибра не уступали прежним пулям больших калибров по дульной энергии, а по начальной скорости превосходили их в полтора-два раза. Применение бездымного пороха, который имел в несколько раз большую удельную мощность, позволило в той же мере увеличить носимый боезапас отдельного стрелка. Помимо высокой мощности, бездымный порох имел целый ряд других преимуществ перед черным порохом - при выстреле бездымный порох не образовывал большого дымного облака, демаскировавшего стрелка и закрывавшего ему поле боя, также было очень важно, что при стрельбе он мало загрязнял ствол и механизмы оружия.
Первые винтовочные пули были безоболочечными и состояли полностью из свинца. Тупоконечные мягкие свинцовые пули того периода, особенно крупных калибров, обладали огромным поражающим действием, поскольку сминались при попадании в цель и наносили очень тяжёлые ранения, фактически являясь экспансивными. Но когда обнаружилось, что такие пули сильно освинцовывают каналы малокалиберных нарезных стволов и срываются со слишком крутых нарезов, их стали производить плакированными — покрытыми тонкой оболочкой из более твердого сплава, обычно мельхиора, томпака, латуни, меди или другого материала. Такие оболочечные пули надёжно шли по нарезам и почти не загрязняли ствол, но их останавливающее действие было намного слабее прежних безоболочечных, поскольку они не деформировались при попадании в цель. Кроме того, у безоболочечных пуль обнаружился ещё один важный недостаток - они не годились для использования в многозарядных винтовках и тем более пулеметах, поскольку из-за своей мягкости легко деформировались при подаче. Поэтому в современном армейском оружии используются только оболочечные пули. У большинства современных российских военных патронов оболочка пуль состоит из низкоуглеродистой холоднокатаной стали, например, марки 0810, плакированной томпаком.
Позже в состав пули стали вводить массивный сердечник из мягкой стали, что первоначально было обусловлено необходимостью замены дефицитного и дорогого свинца. В дальнейшем для повышения пробивной способности армейских пуль их сердечники стали изготавливать из термоупрочненной стали.
Кроме того, в конце XIX — начале XX веков изменилась форма винтовочных пуль, которая вместо затупленной или закругленной формы стала остроносой. В России новые остроконечные патроны к русской винтовке были приняты в 1908 году. Такая форма пули является аэродинамически более выгодной и способствует увеличению дальности полета пули, а также делает траекторию её полёта более настильной, облегчая ведение прицельного огня.

## Характеристики
В подавляющем большинстве винтовочные боеприпасы представляют собой  патрон центрального воспламенения (патрон центрального боя). Это означает, что в таких боеприпасах капсюль располагается в центре дна гильзы и представляет собой независимый заменяемый элемент. Винтовочные патроны кольцевого воспламенения используются намного реже, в них боёк при стрельбе бьёт не в центр гильзы, а в периферическую часть донца (фланец) гильзы. В таких патронах, как правило, малокалиберных, капсюля как самостоятельной единицы не существует, ударный состав запрессован прямо в дно гильзы, а пуля обычно  цельносвинцовая (безоболочечная), хотя иногда бывают и других видов. Из патронов кольцевого воспламенения самым популярным является  малокалиберный безоболочечный патрон 22 LR, используемый в основном спортивной стрельбе и охоте на мелкую дичь. Обычно винтовки под такие патроны используются в невоенных целях, но имеются и некоторые исключения, например, снайперская винтовка  СВ-99, созданная под этот патрон.
Винтовочная гильза должна обладать целым рядом важнейших качеств — герметичностью, стойкостью к коррозии, прочностью и легко извлекаться (экстрагироваться) из патронника после выстрела. Гильзы современных винтовочных патронов, как правило, металлические, изготавливаются из сплавов цветных металлов или из стали с различными покрытиями. Патронная гильза в военном деле всегда является одноразовой, после выстрела её либо выбрасывают, либо утилизируют.
Крепление пули в гильзе обычно осуществляется путём тугой посадки, иногда с применением герметизирующего контурного лака ( например, патрон 7,62-мм патрон обр. 1943 г.), завальцовки дульца гильзы (5,6-мм патроны) или кернения гильзы. Некоторые гильзы имеют кольцевую выемку-каннелюру, в которую упирается пуля.
Винтовочные пороха, как правило, бездымные, сгорают в 3-4 раза медленнее черного пороха, но выделяют в несколько раз больше энергии. Рецептура и форма гранул пороха для винтовочных патронов подбираются таким образом, чтобы обеспечить равномерное нарастание давления в стволе во время прохождения по нему пули. Поэтому винтовочный порох не подходит для снаряжения патронов короткоствольного оружия, поскольку в этом случае значительная часть энергии будет теряться впустую, когда порох будет гореть уже после того как пуля вышла из ствола. Российские винтовочные пороха, например, марки ВТ ( винтовочный зерненый одноканальный флегматизированный и графитованный ) к патрону 7,62×54 мм R, обычно изготавливаются в виде мелких цилиндрических гранул с отверстием по оси цилиндра, что обеспечивает достаточно равномерное нарастание давления в стволе.
Как правило, мощность винтовочных патронов значительно превышает мощность пистолетных и промежуточных патронов того же калибра. От пистолетных и промежуточных патронов винтовочные отличаются значительно бо́льшей энергией: они способны сохранять убойное действие на всей дальности полёта. Для большинства винтовочных пуль характерна высокая начальная скорость пули, которая обычно находится в пределах 700—1000 м/с, тогда как для пистолетных патронов она обычно находится в пределах 300—500 м/с, для промежуточных — 700—800 м/с. Современные армейские патроны калибра 7,5-7,62 мм имеют дульную энергию в диапазоне 3000-3700 Джоулей. Однако дульная энергия снайперских патронов большего калибра ( от 8,6 до 14,5 мм ) может быть в несколько раз выше из-за высокой скорости и большего веса пули.

## Применение

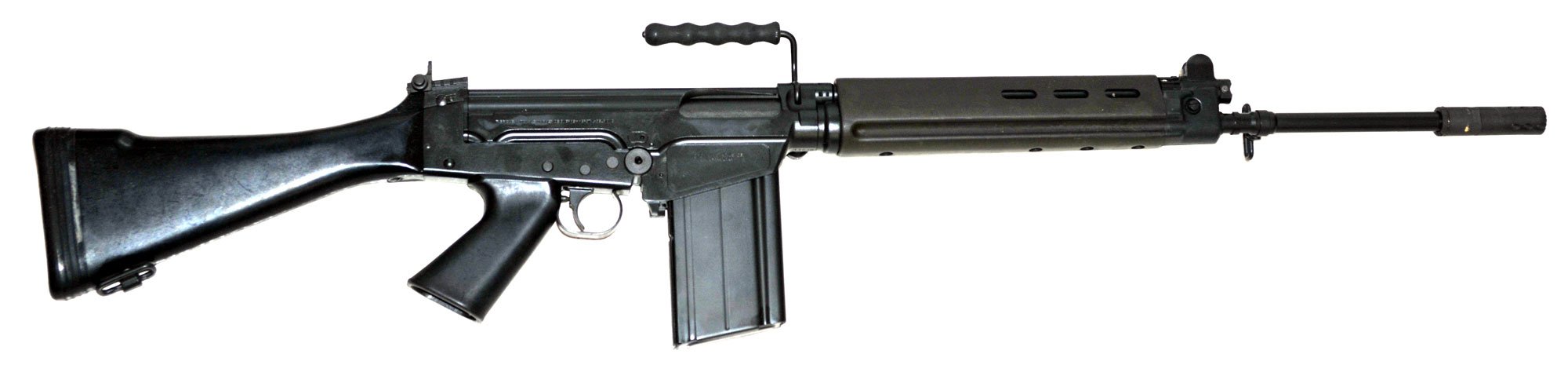
Бельгийская автоматическая винтовка FN FAL под патрон 7,62×51 мм НАТО

Практика боевого применения пехотного оружия показала, что чрезмерная мощность винтовочных патронов из-за большой отдачи мешает их использованию в штурмовых винтовках и пистолет-пулемётах, в связи с чем в них используют соответственно промежуточные и пистолетные патроны. В современных армиях пехота в основной массе вооружена штурмовыми винтовками, способными вести эффективный огонь на дальности только до 500-600 метров. Винтовочные патроны в настоящее время используются для стрельбы из батальных и снайперских/марксманских винтовок, а также легких и единых пулемётов, способных вести эффективно поражать цели за пределами дальности действительного огня штурмовых винтовок, то есть на дальности свыше 600-700 метров. Хотя снайперские и марксманские винтовки, как правило, могут использовать валовые винтовочно-пулемётные патроны того же калибра, обычно в них применяются специально производимые снайперские патроны, обладающие значительно лучшей кучностью. Для некоторых снайперских винтовок производятся специальные снайперские патроны, отличающиеся баллистикой от стандартных патронов того же калибра.

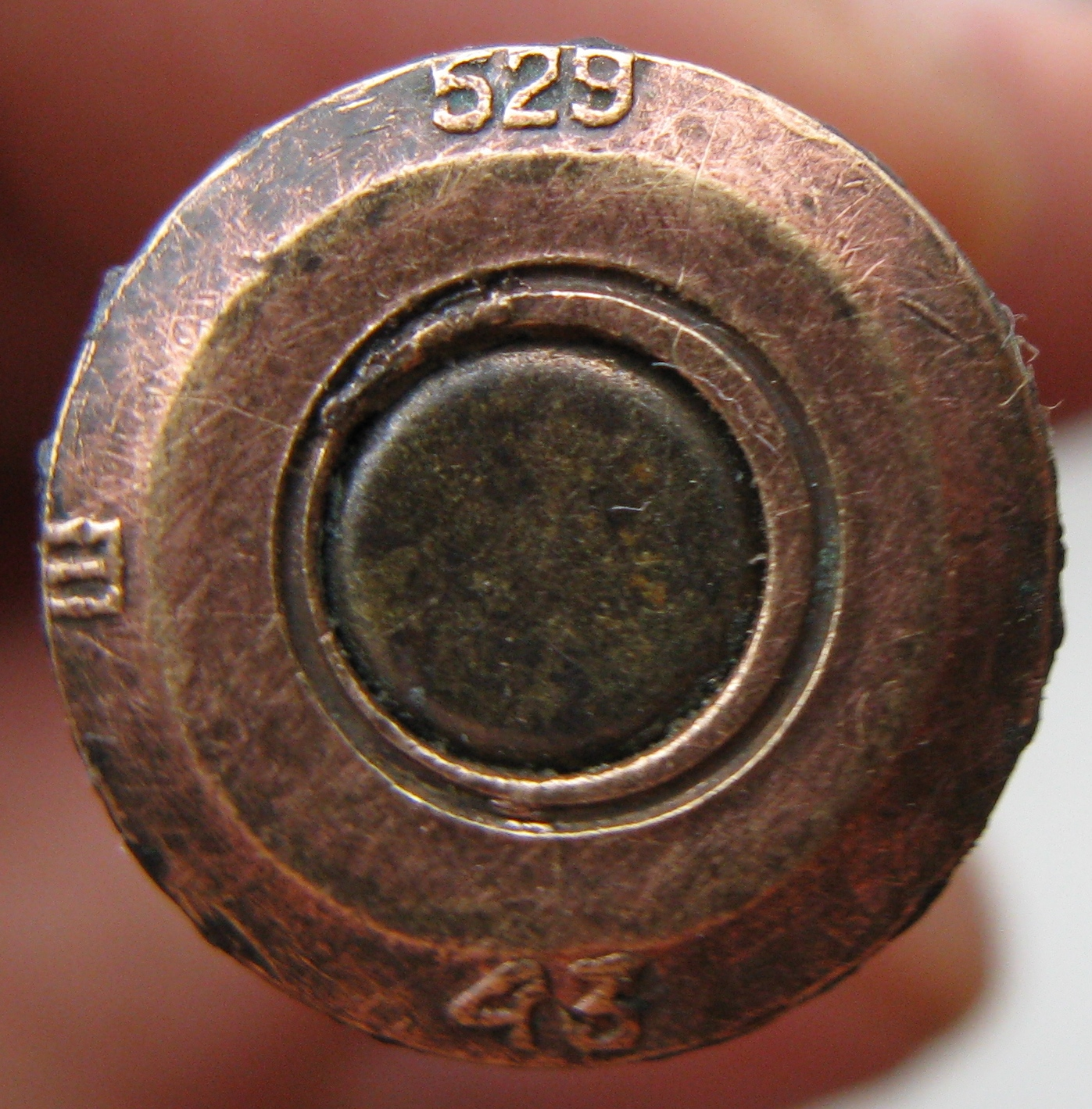
Клеймо на патроне для пулемёта ШКАС. Завод № 529 Новая Ляля

Как правило, в легких и единых пулеметах используются стандартные винтовочные патроны, что облегчает снабжение войск боеприпасами. Исключением из этого правила является скорострельный авиационный пулемет ШКАС, в котором использовались особые патроны, по массогабаритным характеристикам совпадавшие с винтовочными, но существенно отличавшиеся от них по способу крепления пули, прочности гильзы и другим важным характеристикам. Начиная с середины XX века основная масса винтовочных патронов выстреливается из пулеметов, но название данной категории боеприпасов сохраняется прежнее.
Хотя большинство пулеметов используют винтовочные патроны, некоторые армейские легкие пулеметы используют промежуточные патроны, например, ручной пулемет ручной пулемёт Калашникова РПК-74 под малоимпульсный патрон 5,45×39 мм.
Вопреки названию не все винтовки и карабины используют полноразмерные винтовочные патроны, существует множество образцов винтовок и карабинов, предназначенных для использования промежуточных и пистолетных патронов, в том числе малокалиберных.

## Современность

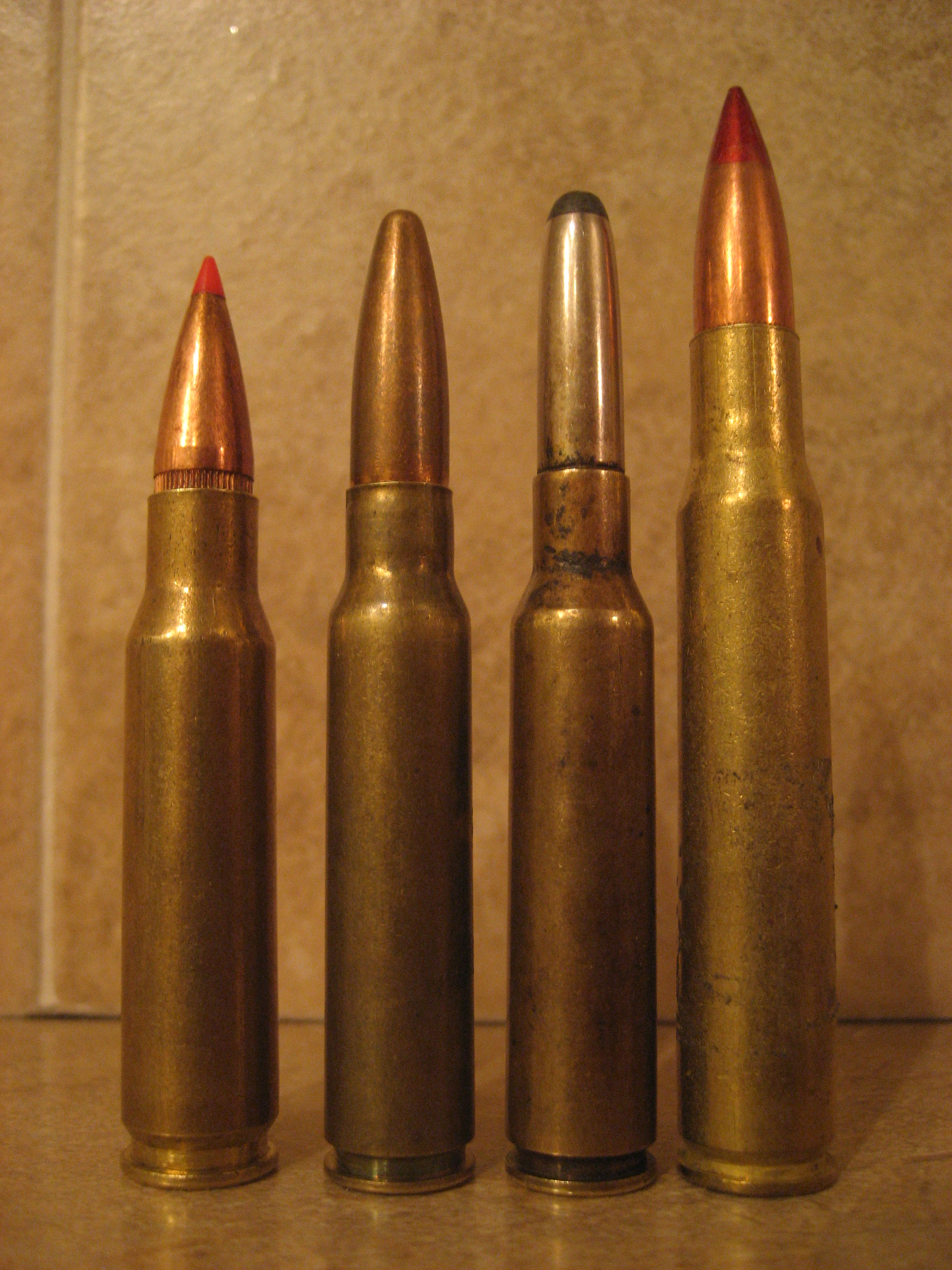
Слева направо: 7,62×51 мм НАТО, 7,35×51 мм Каркано, 6,5×52 мм Манлихер-Каркано и 7,92×57 мм Mauser.

В сфере гражданского оружия спортивного и охотничьего назначения существовало и существует большое разнообразие винтовочных патронов.
Что же касается боеприпасов для армейских винтовок и пулеметов, в период после Второй мировой войны проявилась сильная тенденция к их унификации в рамках двух мировых военно-политических союзов и сотрудничающих с ними стран. Ещё в начале XX века практически каждая страна Европы имела свой эксклюзивный армейский патрон, отличавшийся по калибру и/или длине от патронов других стран. К настоящему времени почти все они перестали использоваться армиями и теперь выпускаются лишь немногими предприятиями вроде «Hornady», «Први партизан», «Norma Precision» и некоторыми другими компаниями в качестве спортивных или охотничьих.
На начало XXI века, на вооружении армий мира, за исключением патронов для крупнокалиберных винтовок, в основном находятся четыре винтовочных патрона:
- 7,5×55 мм — швейцарский патрон, используется только швейцарскими войсками, в настоящее время постепенно заменяется 7,62×51 мм НАТО;
- 7,5×54 мм — французский патрон, сейчас постепенно заменяется натовским 7,62×51 мм НАТО;
- 7,62×51 мм — стандартный винтовочный патрон армий НАТО, обеих Америк, союзников США в Восточной Азии (Япония, Южная Корея и др.) и ряда других стран;
- 7,62×54 мм R — советский и российский патрон, распространённый в армиях стран бывшего СССР, части союзников СССР в странах Азии и Африки.

Список винтовочных патронов, состоявших на вооружении различных армий мира
| Страна                         | Патрон                     |
| ------------------------------ | -------------------------- |
| Австро-Венгрия                 | 8×50 мм R Mannlicher       |
| Австрия/Венгрия                | 8×56 мм R                  |
| Аргентина                      | 7,65×53 мм Argentino       |
| Великобритания                 | 7,7×56 мм R                |
| Германская империя/Третий рейх | 7,92×57 мм                 |
| Греция                         | 6,5×54 мм Манлихер-Шенауер |
| Дания                          | 8×58 мм R                  |
| Испания                        | 7 × 57 мм                  |
| Италия                         | 6,5×52 мм Манлихер-Каркано |
| Италия                         | 7,35×51 мм Каркано         |
| Италия                         | 8×59 мм RB Breda           |
| НАТО                           | 7,62×51 мм                 |
| Нидерланды/Румыния             | 6,5×53 мм R                |
| Португалия                     | 6,5×58 мм Vergueiro        |
| Российская империя/СССР        | 7,62×54 мм R               |
| Сербия                         | 7×57 мм                    |
| США                            | 7,62×63 мм                 |
| Таиланд                        | 8×52 мм R                  |
| Финляндия                      | 7,62×53 мм R               |
| Франция                        | 8×50 мм R Лебель           |
| Франция                        | 7,5×54 мм                  |
| Швейцария                      | 7,5×55 мм Шмидт-Рубин      |
| Швеция/Норвегия                | 6,5×55 мм                  |
| Швеция                         | 8×63 мм                    |
| Япония                         | 6,5×50 мм Арисака          |
| Япония                         | 7,7×58 мм Арисака          |